# Les Passagers (film, 1977)
Pour les articles homonymes, voir Les Passagers.
Pour plus de détails, voir Fiche technique et Distribution.
Les Passagers est un thriller italo-français de Serge Leroy, sorti en 1977.

## Synopsis
Road Movie tragique. Alex, qui a épousé Nicole, se rend à Rome pour récupérer Marc, le fils de celle-ci. En cours de route, ils sont agressés tout d'abord à l'hôtel et ensuite en voiture, par un mystérieux individu. Celui-ci, assassin de policiers, connaît Nicole et dans sa folie n'a qu'une idée: la retrouver. La fin sera dramatique car il va arriver à Paris avant Alex et Marc et à la suite d'une bagarre, trouver la mort.

## Fiche technique
- Titre original français : Les Passagers
- Titre italien : Viaggio di paura
- Réalisation : Serge Leroy, assisté de Jean-Pierre Vergne
- Scénario : Christopher Frank et Serge Leroy, d'après le roman de K.R. Dwyer Shattered
- Dialogues : Christopher Frank
- Photographie : Walter Wottitz et Jacques Assuérus
- Son : Alain Lachassagne
- Musique : Claude Bolling
- Montage : François Ceppi
- Costumes : Lilian Kirsten-Morin
- Production : Leo L. Fuchs pour Viaduc Productions, Trianon Productions et T.I.C.
- Pays de production :  France -  Italie
- Durée : 95 minutes
- Date de sortie : 
  - France : 9 mars 1977
- Affiche : René Ferracci (France)

## Distribution
- Jean-Louis Trintignant : Alex Moineau
- Mireille Darc : Nicole
- Bernard Fresson : Fabio
- Richard Constantini : Marc
- Adolfo Celi : commissaire Boetani
- Angela Goodwin
- Yves Barsacq
- Francesca Benedetti
- Rosine Cadoret
- Philippe Chauveau
- André Penvern
- Marco Perrin : un gendarme français
- Magda Schirò
- Wanda Tucci